# Стед, Кристина
Кристина Стед (англ. Christina Stead; 17 июля 1902, Рокдейл, Австралия — 31 марта 1983, Сидней, Австралия) — австралийская писательница.

## Биография
Дочь Дэвида Джорджа Стеда — океанолога-любителя, приверженца социалистических идей и тирана в собственной семье, — она ребёнком потеряла мать. Окончила педагогическое училище в Сиднее, но почти не преподавала. После 1928 покинула Австралию, несколько десятилетий жила в Англии, Франции, других европейских странах, в США и только в 1974 вернулась на родину. В Париже в 1930—1935 Стед служила в банке, в США работала сценаристом в компании Metro-Goldwyn-Mayer. В 1952 вышла за марксистского политэконома Уильяма Блейка, с которым жила уже более двух десятилетий и посещала Испанию накануне гражданской войны. Сама Кристина Стед также была убеждённой марксисткой, но никогда не принадлежала к коммунистической партии. На протяжении всей жизни она оставалась связанной с левыми кругами и радикальными изданиями, не была признана ни своей семьёй, ни литературным сообществом Австралии.

## Творчество
Наиболее известен автобиографический роман Стед «Человек, который любил детей» (1940), но и он был замечен критикой и читателями только после переиздания в 1965 в США с восторженной статьёй крупного американского поэта Рендалла Джарелла (его оценила Сьюзен Зонтаг; в 2005 журнал Time включил его в список 100 лучших романов XX в., написанных после 1923 года, американский писатель Джонатан Франзен в эссе 2010 года о романе Стед в газете The New York Times назвал его шедевром, см.: ). Острокритическая проза Стед — романы «Дом всех народов» (1938), «Летти Фокс и её счастье» (1946), «Темные закоулки души» (1966), «Мисс Херберт, жена из пригорода» (1976) — вообще трудно находили издателей и читателей, а у неё на родине и вовсе не публиковались до середины 1960-х как подрывающие общественную мораль, хотя Нобелевский лауреат Патрик Уайт не раз называл её крупнейшей австралийской писательницей XX века. Уайт пожертвовал свою Нобелевскую награду на учреждение премии, первым лауреатом которой в 1974 и стала Кристиан Стед (Patrick White Award).
Теперь романы Стед переведены на многие языки, включая иврит и китайский.

## Наследие

### Романы
- Seven Poor Men of Sydney (1934);
- The Beauties and Furies (1936);
- Дом всех народов — House of all Nations (1938);
- Человек, который любил детей — The Man Who Loved Children (1940);
- For Love Alone (1945, экранизирован 1986);
- Летти Фокс и её счастье — Letty Fox: Her Luck (1946);
- A Little Tea. A Little Chat (1948);
- The People with the Dogs (1952);
- Тёмные закоулки души — Dark Places of the Heart (1966);
- The Little Hotel (1973);
- Мисс Херберт, жена из пригорода — Miss Herbert (The Suburban Wife) (1976);
- The Palace With Several Sides (1986).

### Рассказы
- The Salzburg Tales (1934);
- The Puzzleheaded Girl (1965);
- Ocean of Story: The Uncollected Stories(1985).

### Письма
- A Web Of Friendship: Selected Letters (1928—1973)/ Edited with preface and annotations by R. G. Geering. Sydney: HarperCollins, 1992.
- Talking Into The Typewriter: Selected Letters (1973—1983)/ Edited with preface and annotations by R. G. Geering. Sydney: HarperCollins, 1992.